# بيل كينيدي (لاعب كرة قاعدة أمريكي)
بيل كينيدي (بالإنجليزية: Bill Kennedy) هو لاعب كرة قاعدة أمريكي، ولد في 14 مارس 1921 في كرانيسفيل في الولايات المتحدة، وتوفي في 9 أبريل 1983 في سياتل في الولايات المتحدة بسبب سرطان الرئة.

## وصلات خارجية
- بيل كينيدي على موقعبيزبول رفرنس.كوم (الدوري الرئيسي) (الإنجليزية)
- بيل كينيدي على موقعبيزبول رفرنس.كوم (الدوري الثانوي) (الإنجليزية)